# Vusal Huseynov
Vusal Huseynov (né le 12 janvier 1980) est un fonctionnaire azerbaïdjanais qui occupe le poste de chef du service national des migrations de la République d'Azerbaïdjan depuis le 23 avril 2018. 

## Vie
Vusal Huseynov est né le 12 janvier 1980 à Bakou.  Il est diplômé en économie de l’Université d’Économie d’Azerbaïdjan (UNEC). 
En juin 2010, Vusal Huseynov a été admis à la maîtrise en administration publique de l'Université Harvard. Il a obtenu la bourse pour ses études dans le cadre du «Programme d'État sur l'éducation à l'étranger». En même temps, il a été lauréat du programme Fulbright pour ses études à l'Université de Harvard. En mai 2011, Vusal Huseynov est diplômé de l'Université de Harvard avec une maîtrise en administration publique. Parallèlement à ses études à HKS, il a également participé au programme Mason d'un an et a reçu un certificat Mason en politique publique.

## Carrière

### Carrière dans la fonction publique
En 2005, Vusal Huseynov a rejoint en tant que conseiller du Secrétariat de la nouvelle Commission anticorruption de la République d'Azerbaïdjan. À ce poste, il était également secrétaire du groupe de travail interinstitutions sur l'amélioration de la législation. Ses fonctions comprenaient la liaison avec les institutions gouvernementales impliquées dans les activités de lutte contre la corruption et les médias et la coordination des relations avec les institutions de la société civile et les partenaires internationaux. Il a agi en tant qu'expert pour le Conseil sur le soutien de l'État aux ONG sous la direction du président de la République d'Azerbaïdjan pour évaluer toutes les demandes de subventions couvrant les domaines de la gouvernance et de la lutte contre la corruption pour l'année de subvention 2008-2010. Ses responsabilités comprenaient également l'évaluation et le suivi des rapports dans le cadre des stratégies nationales de lutte contre la corruption. En 2011, avec le poste de conseiller principal, il a interrompu sa carrière dans la fonction publique en raison de ses études aux États-Unis.
Vusal Huseynov a occupé le poste de conseiller et a ensuite été promu au poste de conseiller principal du département de la coordination de l'application de la loi de l'administration du président entre les années 2011-2013. En 2013, il a été nommé secrétaire de la Commission anti-corruption d'Azerbaïdjan. Au cours de ces années, il a également agi en tant que point focal national pour le projet du CdE sur la bonne gouvernance et la lutte contre la corruption (partenariat oriental) mis en œuvre en Azerbaïdjan. En 2015, en raison de son élection au Parlement azerbaïdjanais, il a quitté la fonction publique et a commencé une carrière au sein du corps législatif.

### Carrière d'enseignement
Vusal Huseynov a commencé sa carrière d'enseignant à l'UNEC en 2006. Il a donné des conférences sur les cours d'économie internationale et d'institutions économiques internationales. En 2008, il a également donné des conférences à l'Université de Khazar au département de droit sur le cours d'introduction à l'économie.